# 西宮市立広田小学校
西宮市立広田小学校（にしのみやしりつ ひろたしょうがっこう）は兵庫県西宮市愛宕山にある公立小学校。

## 沿革
- 1955年（昭和30年） - 西宮市立広田小学校創立。
- 1995年  (平成7年)  -阪神・淡路大震災が発生。児童2名が死亡。
- 2015年  (平成27年)  -創立60周年を迎える。

## 通学地域
広田町、高座町、愛宕山、能登町、丸橋町、北昭和町、大畑町、河原町、中屋町、大社町(1~2,7~10,13番)、岡田山(1~3番)※卒業後は基本的に平木中学校か上ケ原中学校に進学する。

## 立地
甲山の麓である、愛宕山の傾斜を利用して建設されている。そのため南門から校舎に入る際には45段の階段を毎日登る必要があった。

## 通学区域が隣接している学校
- 西宮市立平木小学校
- 西宮市立大社小学校
- 西宮市立神原小学校
- 西宮市立甲陽園小学校
- 西宮市立上ケ原南小学校
- 西宮市立上ケ原小学校
- 西宮市立甲東小学校
- 西宮市立高木小学校